# Overenskomst
 Denne artikel omhandler overvejende eller alene danske forhold. Hjælp gerne med at gøre artiklen mere almen.
En overenskomst er en aftale. Betegnelsen bruges især om de kollektive aftaler på arbejdsmarkedet mellem en eller flere arbejdsgiverorganisationer og fagforbund. Arbejdsretlige overenskomster kan tillige indgås lokalt mellem en eller flere virksomheder på arbejdsgiverside og lokale afdelinger af fagforbundet eller en medarbejderklub på den enkelte virksomhed. 
Den fulde - og korrekte - betegnelse er kollektiv overenskomst, idet ordet overenskomst i sig selv blot betyder "noget som man er blevet enige (kommet overens) om". Det som først og fremmest adskiller kollektive overenskomster fra andre kontrakter, er det forhold, at en gruppe arbejdstagere - typisk organiseret i en fagforening - kan indgå en aftale, som også har betydning for andre ansatte indenfor samme faggruppe. Overenskomster indeholder regler for løn- og arbejdsforhold for de berørte ansatte hos de arbejdsgivere, der har tegnet en overenskomst enten gennem en arbejdsgiverforening eller direkte med en fagforening. Overenskomsterne suppleres på en lang række områder af lovgivning om arbejdsmiljø, ferie, dagpenge ved sygdom og barsel m.v.
De fleste overenskomster indgår i et hierarki, hvor det højeste niveau er hovedaftaler, der indeholder de mest fundamentale regler for indgåelse, opsigelse og fornyelse af overenskomster. Et væsentligt moment i disse hovedaftaler er, at en opsagt overenskomst løber videre selvom opsigelsesvarslet er udløbet, indtil der enten træder en konflikt i kraft eller aftalen er fornyet.

## Udbredelse i Danmark
80 % af alle danske lønmodtagere arbejder under en overenskomst. 100 % af lønmodtagerne er dækket i den offentlige sektor og 71 % i den private sektor.

## Eksempler på indhold
Eksempler på hvad en overenskomst kan indeholde af aftaler:
- Minimalløn / mindsteløn – den mindste grænse for hvad en medarbejder skal have i løn.
- Tillæg til sygedagpenge man får under under sygdom og barselsorlov – nogen får fuld løn.
- Arbejdsgivers og evt. medarbejders bidrag til Arbejdsmarkedspensionsordninger
- Ugentlig arbejdstid
- Betaling for overarbejde, dag/nat-arbejde samt på weekend og helligdage
- Arbejdsgiverens bidrag til lønmodtagerens efteruddannelse
- Opsigelsesvarsel for begge parter

Der er ikke krav til aftalens indhold, bortset fra at den skal vedrøre arbejdsretlige forhold. En overenskomst kan således godt kun vedrøre enkelte områder (fx forhandlingsret, samarbejdsspørgsmål, tvistløsningsmetode). Der kan som udgangspunkt ikke indgås aftale om ansættelsesvilkår, der bestemmes ved lov eller fastsættes i henhold til lov.
Der er i Danmark ingen generel lønmodtagerlov, hvorfor overenskomster i mange sammenhænge er afgørende for hvilke rettigheder lønmodtagere har. 